# Michael Ende

Michael Andreas Helmuth Ende (12 tháng 11 năm 1929—29 tháng 8 năm 1995) là một trong những nhà văn tiêu biểu nhất của Đức. Có thể coi ông là một trong những tiểu thuyết gia toàn tài vì bên cạnh sách dành cho thiếu nhi, ông còn viết sách cho người lớn, sáng tác nhiều vở kịch và thơ. Nhiều tác phẩm của ông đã được dựng thành phim và sử dụng cho sân khấu, truyền thanh, truyền hình.

## Cuộc đời
Ende là con trai của nhà họa sĩ siêu thực Edgar Ende và vợ của ông. Ende sống những năm đầu tiên tại München, đầu tiên trong quận Pasing và sau đó trong quận Schwabing. Từ năm 1940 Ende học trường phổ thông trung học Maximmilian (Maximiliansgymnasium). Ba năm sau đó trường bị di tản và cùng với chương trình gửi trẻ em về làng quê Ende đã trở về quê quán của ông.
Khi bị gọi đi "bảo vệ quê hương" chỉ vài tuần trước khi chiến tranh chấm dứt, ông đã đào ngũ và gia nhập tổ chức Hành động Tự do Bayern (Freiheitsaktion Bayern). Chỉ đến 1948 Ende mới có thể học xong phổ thông tại trường Waldorf tại Stuttgart. Ngay sau đó ông học trường Fackelberg cho đến năm 1950. Sau khi tốt nghiệp Ende làm việc cho nhiều nhà hát cho đến 1953, trong đó nhiều tháng tại nhà hát bang Schleswig-Holstein.
Trong thời gian này Ende đã viết lời cho nhiều cabarett chính trị. Giữa 1954 và 1962 ông cũng đã là nhà phê bình phim cho Đài phát thanh và truyền hình Bayern. Thế nhưng Ende không thành công với những tác phẩm ca kịch (thường là bi kịch) của riêng ông. Sau khi 12 nhà xuất bản từ chối bản thảo quyển "Jim Knopf und Lukas der Lokomotivführer" (Jim Knopf và Lukas người lái tàu hỏa) của ông, quyển sách văn học thiếu niên này được nhà xuất bản Thienemann phát hành và từ đó trở thành một thành công lớn.
Vì nhiều nhà phê bình phê phán là Ende đã "chạy trốn thế giới", đặc biệt là vì Jim Knopf, và hạ thấp ông như là một văn sĩ quèn cho trẻ em, Ende đã cùng vợ qua Ý và định cư tại phía nam của Roma, trong "Villa Gentano". Quyển tiểu thuyết mang tính cổ tích "Momo" của ông hình thành ở đấy. Qua việc cộng tác chặt chẽ với nhà soạn nhạc Mark Lothar, tác phẩm Libretto cho bản opera "Momo và kẻ cắp thời gian" đã ra đời. Buổi biểu diễn đầu tiên được tiến hành trong nhà hát tiểu bang Coburg. Năm Trong năm 1985, Ende cũng là một trong nhiều tác giả của kịch bản cho cuốn phim "Momo" do đạo diễn Peter Heusch thực hiện. Ende đã đóng một vai phụ nhỏ trong phim này.
Từ 1978 ông cộng tác với nhà soạn nhạc Wilfried Hiller. Nhiều tác phẩm ca kịch đã hình thành từ sự cộng tác này, như "Der Gogolori" năm 1985. Tác phẩm đầu tiên của Ende "Denn die Zeit drängt", một ca kịch về việc ném quả bom nguyên tử xuống thành phố Hiroshima, đã không được biểu diễn cũng như các ca kịch khác trước khi ông bắt đầu viết sách cho trẻ em.
Nhà văn Michael Ende mất vào ngày 28 tháng 8 năm 1995 lúc gần 66 tuổi tại Filderstadt-Bonlanden gần thành phố Stuttgart vì ung thư bao tử. Nơi an nghỉ cuối cùng của ông là nghĩa trang gần München. Viện lưu trữ văn học Đức (Deutsche Literaturarchiv) hiện quản lý di sản văn học của ông.

## Tác động
Ông là một trong những nhà văn tiếng Đức thành công nhất và được yêu thích nhất của thế kỷ 20. Ông nổi tiếng trước nhất là nhờ vào thành công lớn của các quyển sách thiếu nhi và các nhân vật anh hùng của chúng.
Các tác phẩm của ông đã được dịch ra 45 thứ tiếng và đạt đến tổng số xuất bản là 20 triệu cuốn. Quyển sách thiếu nhi "Jim Knopf und Lukas der Lokomotivführer" đã thành công lớn và lâu dài.Việc chuyển thể phim cả hai quyển sách thành công nhất của ông "Momo" và "Die unendliche Geschichte" (Chuyện dài bất tận) cũng góp phần làm cho ông nổi tiếng.

## Lời trích dẫn
Người ta được phép đi vào phòng khách văn học từ tất cả các cửa: từ cửa trại giam, từ cửa nhà thương điên hay từ của nhà thổ. Chỉ từ một cửa là người ta không được phép đi vào, từ cửa phòng trẻ em. (Về việc các tác phẩm của ông đã bị các nhà phê bình văn học hầu như từ chối hoàn toàn).

## Giải thưởng
- 1961 Giải thưởng văn học thiếu niên Đức cho quyển Jim Knopf und Lukas, der Lokomotivführer
- 1967 Giải thưởng Hugo-Jacobi
- 1974 Giải thưởng văn học thiếu niên Đức cho quyển Momo
- 1979 Buxtehuder Bull cho quyển Die unendliche Geschichte
- 1980 Giải thưởng Lớn của Viện Hàn lâm (Akademie) Đức về Văn học thiếu niên và nhi đồng
- 1980 Ngòi Bút Bạc cho Die unendliche Geschichte
- 1980 Giải thưởng Wilhelm-Hauff cho Die unendliche Geschichte
- 1981 Giải thưởng Janusz-Koczak cho toàn bộ tác phẩm
- 1982 Lorenzo il Magnifico
- 1983 Ngòi Bút Bạc
- 1990 La vache qui lit cho quyển Der satanarchäolügenialkohöllische Wunschpunsch
- 1996 Giải thưởng Kurd Laßwitz cho quyển Der lange Weg nach Santa Cruz

## Một số tác phẩm

### Sách thiếu niên và nhi đồng
- Jim Knopf und Lukas der Lokomotivführer (1960)
- Jim Knopf und die Wilde 13 (1962)
- Das Schnurpsenbuch (1969)
- Tranquilla Trampeltreu die beharrliche Schildkröte (1972)
- Momo (1973)
- Das kleine Lumpenkasperle (1978)
- Das Traumfresserchen (1978)
- Lirum Larum Willi Warum (1978)
- Chuyện dài bất tận (Nguyên bản tiếng Đức: Die unendliche Geschichte (1979))
- Der Lindwurm und der Schmetterling oder Der seltsame Tausch (1981)
- Die Schattennähmaschine (1982)
- Filemon Faltenreich (1984)
- Norbert Nackendick (1984)
- Ophelias Schattentheater (1988)
- Der satanarchäolügenialkohöllische Wunschpunsch (1989)
- Die Geschichte von der Schüssel und vom Löffel (1990)
- Lenchens Geheimnis (1991)
- Der lange Weg nach Santa Cruz (1992)
- Der Teddy und die Tiere (1993)
- Die Zauberschule im Wünschelreich (1999)
- Vom Wunsch aller Wünsche und andere Geschichten (1999)
- Die Rüpelschule (2002)

### Truyện
- Edgar Ende (1971)
- Mein Lesebuch (Anthologie, 1983)
- Der Spiegel im Spiegel. Ein Labyrinth (Văn học siêu thực, 1984)
- Die Archäologie der Dunkelheit (1985)
- Das Gefängnis der Freiheit (Truyện kể, 1992)
- Die Vollmondlegende (Truyện tranh cho người lớn (1993))
- Michael Endes Zettelkasten. Skizzen und Notizen (1994)
- Der Niemandsgarten. Aus dem Nachlass (1998)

### Tác phẩm ca kịch
- Die Spielverderber, (Ca kịch, 1967)
- Das Gauklermärchen (Ca kịch, 1982)
- Der Goggolori (Ca kịch, 1984)
- Die Jagd nach dem Schlarg. Variationen in Lewis Carrolls gleichnamigem Nonsensgedicht. (Libretto, 1987)
- Der Rattenfänger (Libretto, 1993)

### Chuyển thể phim
- Jim Knopf und Lukas der Lokomotivführer (D, 1961), 5 tập
- Jim Knopf und die wilde Dreizehn (D, 1962), 5 tập
- Jim Knopf und Lukas der Lokomotivführer (D, 1977), đạo diễn Manfred Jenning, 4 tập với con rối của Augsburger Puppenkiste
- Jim Knopf und die wilde 13 (D, 1978), đạo diễn Manfred Jenning, 4 tập với con rối của Augsburger Puppenkiste
- Die unendliche Geschichte (D, 1984), đạo diễn Wolfgang Petersen, với các diễn viên Barret Oliver, Gerald McRaney, Drum Garrett, Darryl Cooksey, Tilo Prückner, Heinz Reincke.
- Momo (D, 1986), đạo diễn Johannes Schaaf, với các diễn viên Radost Bokel, Mario Adorf, Armin Mueller-Stahl.
- The NeverEnding Story II. The Next Chapter (dt. Unendliche Geschichte II: Auf der Suche nach Phantásien) (USA, D 1990), đạo diễn George Miller, với các diễn viên Jonathan Brandis, Kenny Morrison, Clarissa Burt.
- The NeverEnding Story III (dt. Unendliche Geschichte III - Rettung aus Phantásien) (USA, D 1994), đạo diễn Peter MacDonald, với các diễn viên Jason James Richter, Melody Kay, Jack Black, Carole Finn.